# Liste des épisodes de Bakuman
Cet article présente la liste des épisodes de la série télévisée d'animation japonaise Bakuman., issue du manga du même nom, regroupés par saisons.

## Liste des épisodes

### Saison 1
| No | Titre français                             | Titre japonais     | Titre japonais         | Date de 1re diffusion |
| No | Titre français                             | Kanji              | Rōmaji                 | Date de 1re diffusion |
| -- | ------------------------------------------ | ------------------ | ---------------------- | --------------------- |
| 1  | Rêve et Réalité                            | 夢と現実           | Yume to Genjitsu       | 2 octobre 2010        |
| 2  | Idiots et Intelligents                     | 馬鹿と利口         | Baka to Riko           | 9 octobre 2010        |
| 3  | Parents et Enfants                         | 親と子             | Oya to Ko              | 16 octobre 2010       |
| 4  | Temps et Clé                               | 時と鍵             | Toki to Kagi           | 23 octobre 2010       |
| 5  | Été et Story-boards                        | 夏とネーム         | Natsu to Nemu          | 30 octobre 2010       |
| 6  | Carotte et Bâton                           | アメとムチ         | Ame to Muchi           | 6 novembre 2010       |
| 7  | Larmes et Larmes                           | 涙と涙             | Namida to Namida       | 13 novembre 2010      |
| 8  | Anxiété et Espoirs                         | 不安と期待         | Fuan to Kitai          | 20 novembre 2010      |
| 9  | Regrets et Compréhension                   | 後悔と納得         | Kokai to Nattoku       | 27 novembre 2010      |
| 10 | 10 et 2                                    | １０と２           | Ju to Ni               | 4 décembre 2010       |
| 11 | Chocolats et NEXT!                         | チョコとＮＥＸＴ！ | Choko to NEXT!         | 11 décembre 2010      |
| 12 | Festin et Fin du collège                   | 御馳走と卒業       | Gochiso to Sotsugyo    | 18 décembre 2010      |
| 13 | Premiers résultats et Résultats harmonisés | 速報と本ちゃん     | Sokuho to Honchan      | 25 décembre 2010      |
| 14 | Combat et Imitation                        | バトルと模写       | Batoru to Mosha        | 8 janvier 2011        |
| 15 | Débuts et Impatience                       | デビューと焦り     | Debyu to Aseri         | 15 janvier 2011       |
| 16 | Mur et Baiser                              | 壁とキス           | Kabe to Kisu           | 22 janvier 2011       |
| 17 | Grosse tête et Gentillesse                 | 天狗と親切         | Tengu to Shinsetsu     | 29 janvier 2011       |
| 18 | Jalousie et Amour                          | 嫉妬と愛           | Shitto to Ai           | 5 février 2011        |
| 19 | Deux et Un                                 | ２人と１人         | Futari to Hitori       | 12 février 2011       |
| 20 | Collaboration et Conditions                | 協力と条件         | Kyoryoku to Joken      | 19 février 2011       |
| 21 | Littérature et Musique                     | 文学と音楽         | Bungaku to Ongaku      | 26 février 2011       |
| 22 | Union et Rupture                           | 団結と決裂         | Danketsu to Ketsuretsu | 5 mars 2011           |
| 23 | Mardi et Vendredi                          | 火曜と金曜         | Kayo to Kin'yo         | 19 mars 2011          |
| 24 | Téléphone et Veille au soir                | 電話と前夜         | Denwa to Zen'ya        | 26 mars 2011          |
| 25 | Oui et Non                                 | ありとなし         | Ari to Nashi           | 2 avril 2011          |

### Saison 2
| No      | Titre français                 | Titre japonais       | Titre japonais             | Date de 1re diffusion |
| No      | Titre français                 | Kanji                | Rōmaji                     | Date de 1re diffusion |
| ------- | ------------------------------ | -------------------- | -------------------------- | --------------------- |
| 1 (26)  | Silence et Festin              | 沈黙と宴             | Chinmoku to Utage          | 1er octobre 2011      |
| 2 (27)  | Anthologie et Album            | 文集と写真集         | Bunshu to Shashinshu       | 8 octobre 2011        |
| 3 (28)  | Fenêtre et Neige               | 窓と雪               | Mado to Yuki               | 15 octobre 2011       |
| 4 (29)  | Mesure choc et Patience        | テコと我慢           | Teko to Gaman              | 22 octobre 2011       |
| 5 (30)  | Humour et Nouvelles            | ボケとニュース       | Boke to Nyusu              | 29 octobre 2011       |
| 6 (31)  | Maladie et Motivation          | 病気とやる気         | Byoki to Yaruki            | 5 novembre 2011       |
| 7 (32)  | La vie et la mort, et Le calme | 生死と制止           | Seishi to Seishi           | 12 novembre 2011      |
| 8 (33)  | Rappel et Appel                | リコールとコール     | Rikoru to Koru             | 19 novembre 2011      |
| 9 (34)  | Redémarrage et Chute           | 再開と下位           | Saikai to Kai              | 26 novembre 2011      |
| 10 (35) | Gags et Sérieux                | ギャグとシリアス     | Gyagu to Shiriasu          | 3 décembre 2011       |
| 11 (36) | Manga et Jeunesse              | マンガと青春         | Manga to Seishun           | 10 décembre 2011      |
| 12 (37) | Expérience et Données          | 経験とデータ         | Keiken to Deta             | 17 décembre 2011      |
| 13 (38) | Alliance et Condisciple        | 同盟と同級           | Domei to Dokyu             | 24 décembre 2011      |
| 14 (39) | Doute et Confiance             | 不信と信用           | Fushin to Shin'yo          | 7 janvier 2012        |
| 15 (40) | Singe et Mariage               | 猿と結婚             | Saru to Kekkon             | 14 janvier 2012       |
| 16 (41) | Prince et Messie               | 王子と救世主         | Oji to Kyuseishu           | 21 janvier 2012       |
| 17 (42) | Amis à part et Province        | 特別な仲と田舎       | Tokubetsu na naka to Inaka | 28 janvier 2012       |
| 18 (43) | Réclamation et Cri             | 文句と一喝           | Monku to Ikkatsu           | 4 février 2012        |
| 19 (44) | Liens et Étoiles               | 縁と星               | En to Hoshi                | 11 février 2012       |
| 20 (45) | Adoration et Refus             | 大好きと否定         | Daisuki to Hitei           | 18 février 2012       |
| 21 (46) | Caprices et Conseils           | わがままとアドバイス | Wagamama to Adobaisu       | 25 février 2012       |
| 22 (47) | Indice et Mieux                | ヒントとベスト       | Hinto to Besuto            | 3 mars 2012           |
| 23 (48) | Victoire et Défaite            | 勝ちと負け           | Kachi to Make              | 10 mars 2012          |
| 24 (49) | Expression et Imagination      | 表現力と想像力       | Hyogenryoku to Sozoryoku   | 17 mars 2012          |
| 25 (50) | Vote et Face                   | 票と表               | Hyo to Hyo                 | 24 mars 2012          |

### Saison 3
| No      | Titre français                         | Titre japonais     | Titre japonais             | Date de 1re diffusion |
| No      | Titre français                         | Kanji              | Rōmaji                     | Date de 1re diffusion |
| ------- | -------------------------------------- | ------------------ | -------------------------- | --------------------- |
| 1 (51)  | Entêtement et Décision                 | 意地と決断         | Iji to Ketsudan            | 6 octobre 2012        |
| 2 (52)  | Tous les soirs et Fusion               | 毎晩と融合         | Maiban to Yugo             | 13 octobre 2012       |
| 3 (53)  | Apothéose et Code                      | ラストと暗号       | Rasuto to Ango             | 20 octobre 2012       |
| 4 (54)  | Aisance et Piège                       | 余裕と落とし穴     | Yoyu to Otoshiana          | 27 octobre 2012       |
| 5 (55)  | Step et Watch                          | ステップとウォッチ | Suteppu to Uocchi          | 3 novembre 2012       |
| 6 (56)  | Punch et Envol                         | パンチと一人立ち   | Panchi to Hitoridachi      | 10 novembre 2012      |
| 7 (57)  | Photo-souvenir et Salle de classe      | 記念撮影と教室     | Kinen Satsuei to Kyōshitsu | 17 novembre 2012      |
| 8 (58)  | Objectif et Appréciation               | 狙いと評価         | Nerai to Hyōka             | 24 novembre 2012      |
| 9 (59)  | Confiance et Résolution                | 自信と覚悟         | Jishin to Kakugo           | 1er décembre 2012     |
| 10 (60) | Considérations et Provocations         | 考察と挑発         | Kōsatsu to Chōhatsu        | 8 décembre 2012       |
| 11 (61) | Agacement et Renversement de situation | 焦慮と逆転         | Shōryo to Gyakuten         | 15 décembre 2012      |
| 12 (62) | Passion et Cuisante défaite            | 熱血と完敗         | Nekketsu to Kanpai         | 22 décembre 2012      |
| 13 (63) | Imitation et Inconscient               | 模倣と無意識       | Mohō to Muishiki           | 29 décembre 2012      |
| 14 (64) | Successif et Entrave                   | 連続と阻止         | Renzoku to Soshi           | 5 janvier 2013        |
| 15 (65) | Premières pages et Pages centrales     | 巻頭とセンター     | Kantō to Sentā             | 12 janvier 2013       |
| 16 (66) | Dernier chapitre et Commentaires       | 最終話とコメント   | Saishūwa to Komento        | 19 janvier 2013       |
| 17 (67) | Zombies et Démons                      | ゾンビと悪魔       | Zonbi to Akuma             | 26 janvier 2013       |
| 18 (68) | Hebdomadaire et Mensuel                | 週刊と月刊         | Shūkan to Gekkan           | 2 février 2013        |
| 19 (69) | Rallonge et Coup sec                   | 間延びと一気       | Manobi to Ikki             | 9 février 2013        |
| 20 (70) | Bouffée d'air et Fête                  | 息継ぎとパーティー | Ikitsugi to Pāti           | 16 février 2013       |
| 21 (71) | Thermes et Volonté réaffirmée          | 温泉と意思確認     | Onsen to Ishikakunin       | 23 février 2013       |
| 22 (72) | Rectificatif et Déclaration            | 訂正と宣言         | Teisei to Sengen           | 2 mars 2013           |
| 23 (73) | Micro et Script                        | マイクと台本       | Maiku to Daihon            | 9 mars 2013           |
| 24 (74) | Façon d'être et Façon de finir         | あり方と終わり方   | Arikata to Owarikata       | 16 mars 2013          |
| 25 (75) | Rêve et Réalité                        | 夢と現実           | Yume to Genjitsu           | 30 mars 2013          |

### Saison 1
1. 1 2 3 4 5 6 7 8 9 10  Épisodes 1-10
2. 1 2 3 4 5 6 7 8 9 10  Épisodes 11-20
3. 1 2 3 4 5  Épisodes 21-25

### Saison 2
1. 1 2 3 4 5 6 7 8 9 10  Épisodes 1-10
2. 1 2 3 4 5 6 7 8 9 10  Épisodes 11-20
3. 1 2 3 4 5  Épisodes 21-25

### Saison 3
1. 1 2 3 4 5 6 7 8 9 10  Épisodes 1-10
2. 1 2 3 4 5 6 7 8 9 10  Épisodes 11-20
3. 1 2 3 4 5  Épisodes 21-25